# Astrablau
Astrablau, systematische Bezeichnung nach Colour Index Basic Blue 140, gehört zur Gruppe der Phthalocyaninfarbstoffe und wird unter anderem in der Mikroskopie zum Anfärben unverholzter Zellwände benötigt. Es handelt sich um einen kationischen, wasserlöslichen Farbstoff, der als Zentralatom Kupfer enthält. Astrablau färbt dabei vorwiegend saure Mucopolysaccharide.

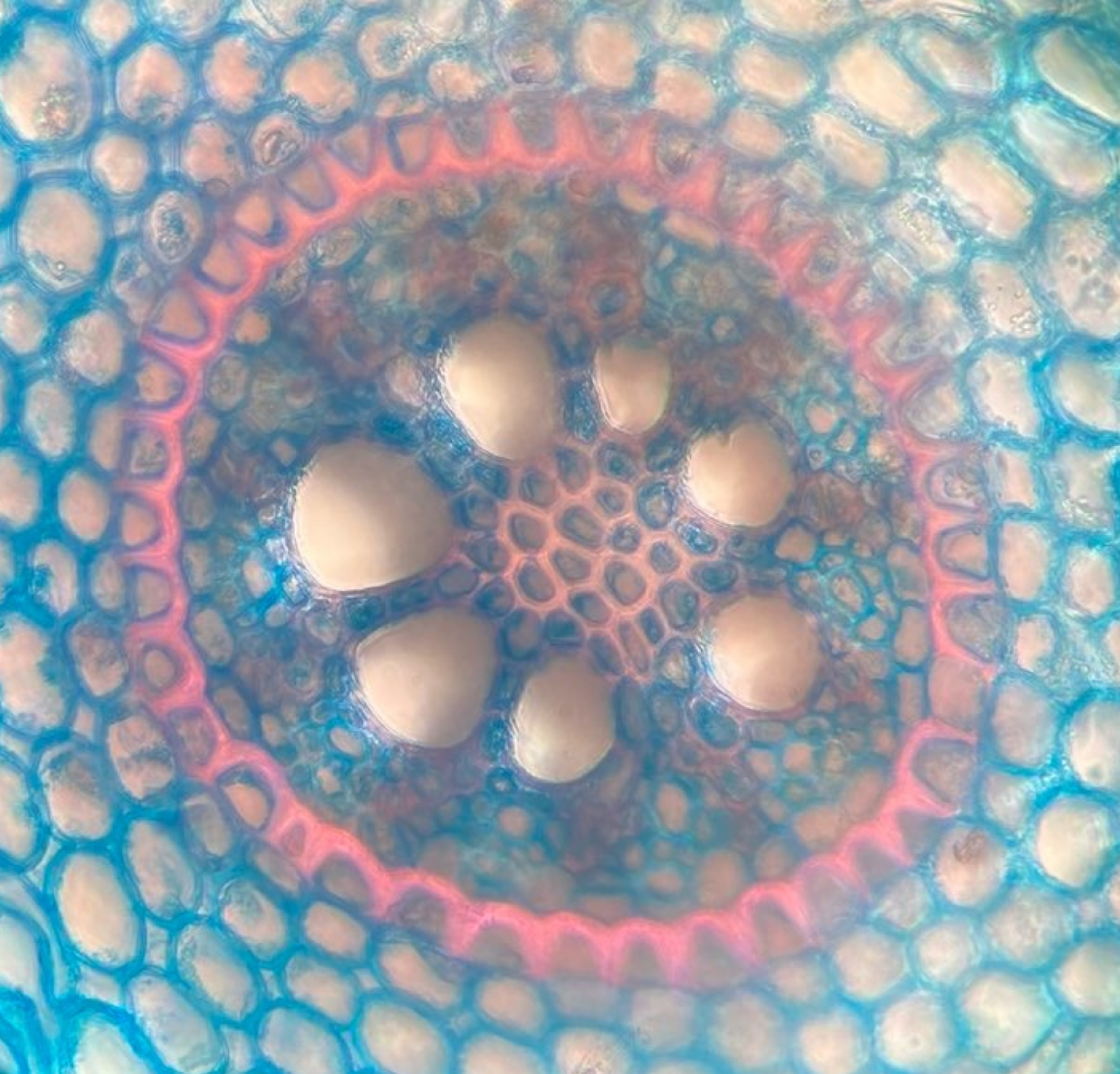
Stoff- und wasserleitendes Gewebe in einer Wurzel der Iris versicolor, gefärbt mit Safranin/Astrablau 1:11

Astrablau kann zusammen mit Safranin in Doppelfärbung von Pflanzenpräparaten eingesetzt werden, wobei Safranin verholzte Zellwände rot färbt, während unverholzte Zellwände durch Astrablau eine blaue Färbung erhalten. Auch in der Pathologie und Zellbiologie wird es zum Anfärben bestimmter Tumoren und zur Unterscheidung von Mastzellen in Schleimhaut und Bindegewebe verwendet.